# Steven Terrell
Steven Terrell (* 21. September 1990) ist ein ehemaliger US-amerikanischer American-Football-Spieler. Er spielte auf der Position des Safety für die Seattle Seahawks und Kansas City Chiefs in der National Football League.

## College
Terrell spielte zwischen 2009 und 2012 an der Texas A&M University für die Texas A&M Aggies. Dort spielte er in 52 Spielen, davon in 24 von Beginn an. Insgesamt konnte er für die Aggies 139 Tackles, 4 Interceptions erzielen, sowie zwei Fumbles erzwingen und einen erobern. 2012 wurde er zum Teamcaptain ernannt. Er schloss mit einem Bachelor in Sportmanagement und Betriebswirtschaftslehre ab.

## NFL

### Jacksonville Jaguars
Terrell wurde am 29. April 2013 von den Jacksonville Jaguars als Free Agent verpflichtet. Am 30. August 2013 wurde er entlassen, jedoch am 1. September 2013 für ihren Practice Squad verpflichtet. Am 17. September wurde er wieder entlassen.

### Houston Texans
Terrell wurde am 30. Dezember 2013 von den Houston Texans verpflichtet, jedoch bereits am 14. Mai 2014 wieder entlassen.

### Seattle Seahawks
Terrell wurde am 26. Juli 2014 von den Seattle Seahawks verpflichtet. Am 30. August 2014 wurde er entlassen, jedoch einen Tag später für ihren Practice Squad verpflichtet. Am 18. Oktober 2014 wurde er in den Hauptkader befördert. Terrell spielte im Super Bowl XLIX, welchen die Seahawks jedoch verloren. Am 18. April 2016 unterschrieb Terrell einen Exklusivvertrag bei den Seahawks.

### Kansas City Chiefs
Am 6. Juli 2017 unterschrieb Terrell einen Vertrag bei den Kansas City Chiefs. Er wurde jedoch am 2. September 2017 entlassen und am 9. September wieder eingestellt. Am 11. Dezember 2017 wurde er auf der Injured Reserve List platziert.

### Tennessee Titans
Am 10. August 2018 wurde er von den Tennessee Titans verpflichtet. Im Rahmen der finalen Kaderverkleinerung auf 53 Spieler vor Beginn der Regular Season wurde er entlassen. Im Rahmen der finalen Kaderverkleinerung auf 53 Spieler vor Beginn der Regular Season wurde er entlassen.